# Schwerähriger Felberich
Der Schwerährige Felberich (Lysimachia barystachys) ist eine Pflanzenart aus der Gattung Gilbweiderich (Lysimachia).

## Merkmale
Der Schwerährige Felberich ist eine ausdauernde, krautige Pflanze, die Wuchshöhen von 60 bis 100 cm erreicht. Die quirlig oder wechselständig angeordneten Laubblätter sind lineal-lanzettlich, 5 bis 8 Zentimeter lang und weniger als 1,5 Zentimeter breit. Ihre Unterseite ist nicht drüsig punktiert. Der Blütenstand ist eine gebogene, endständige Traube. Die Blütenstandsachse und der Blütenstiel sind mehr oder weniger dicht behaart. Die Blüten sind fünfzählig. Die Krone ist weiß.
Die Blütezeit reicht von Juli bis September.
Die Chromosomenzahl beträgt 2n = 24.

## Vorkommen
Der Schwerährige Felberich kommt in Japan, Korea und Nord-China an feuchten Standorten in Höhenlagen bis 1000 Meter vor.

## Nutzung
Der Schwerährige Felberich wird selten als Zierpflanze für Staudenbeete, Gehölzgruppen und Rabatten genutzt.